# Bufo-pescador-de-blaskoni
O bufo-pescador-de-Blaskoni (Bubo blakistoni) também conhecido como coruja-de-Blaskoni e coruja-pescadora-de-Blaskoni ou bufo-da-manchúria  é uma espécie de ave estrigiforme pertencente à família Strigidae. Pesam de 3Kg podendo chegar a 6Kg, com tamanho entre 60–72 cm.
São mais abundantes em densas florestas virgens, principalmente próximas de vias marítimas ou costas arborizadas. A espécie requer cavidades de árvores para fazer seus ninhos e trechos de rios que permaneçam pelo menos parcialmente descongelados no inverno. Mas nos invernos frígidos do norte, a água aberta geralmente só é encontrada apenas quando há um afloramento de água quente na primavera. Porém, essa espécie de coruja precisa apenas de alguns metros de água corrente para sobreviver a um rigoroso inverno.
Essas corujas são principalmente ativas ao amanhecer e ao entardecer. Mas durante o período de criação dos filhotes, elas são susceptíveis de serem vistas caçando ativamente até por um dia inteiro.